# Table des caractères Unicode/UA6A0
Cette page contient des caractères spéciaux ou non latins. S’ils s’affichent mal (▯, ?, etc.), consultez la page d’aide Unicode.
Table des caractères Unicode U+A6A0 à U+A6FF.

## Bamoun (ou bamoum, shü-mom)(Unicode 5.2)
Caractères utilisés pour l’écriture bamoun (ou bamoum, shü-mom) avec le syllabaire moderne  aka-uku : lettres syllabiques (de U+A6A0 à U+A6EF, dont les dix dernières de U+A6E6 à U+A6EF sont également utilisées comme chiffres, de un à neuf et le zéro anciennement utilisé aussi pour le nombre dix), deux signes diacritiques en chef (U+A6F0 :koqndon, similaire à un accent circonflexe ; U+A6F1 : tukwentis, similaire à un macron) et signes de ponctuation (de U+A6F2 à U+A6F7 : njaemli, point, deux-points, virgule, point-virgule et point d’interrogation).

### Table des caractères
| en fr  | 0 | 1 | 2 | 3 | 4 | 5 | 6 | 7 | 8 | 9 | A | B | C | D | E | F |
| ------ | - | - | - | - | - | - | - | - | - | - | - | - | - | - | - | - |
| U+A6A0 | ꚠ | ꚡ | ꚢ | ꚣ | ꚤ | ꚥ | ꚦ | ꚧ | ꚨ | ꚩ | ꚪ | ꚫ | ꚬ | ꚭ | ꚮ | ꚯ |
| U+A6B0 | ꚰ | ꚱ | ꚲ | ꚳ | ꚴ | ꚵ | ꚶ | ꚷ | ꚸ | ꚹ | ꚺ | ꚻ | ꚼ | ꚽ | ꚾ | ꚿ |
| U+A6C0 | ꛀ | ꛁ | ꛂ | ꛃ | ꛄ | ꛅ | ꛆ | ꛇ | ꛈ | ꛉ | ꛊ | ꛋ | ꛌ | ꛍ | ꛎ | ꛏ |
| U+A6D0 | ꛐ | ꛑ | ꛒ | ꛓ | ꛔ | ꛕ | ꛖ | ꛗ | ꛘ | ꛙ | ꛚ | ꛛ | ꛜ | ꛝ | ꛞ | ꛟ |
| U+A6E0 | ꛠ | ꛡ | ꛢ | ꛣ | ꛤ | ꛥ | ꛦ | ꛧ | ꛨ | ꛩ | ꛪ | ꛫ | ꛬ | ꛭ | ꛮ | ꛯ |
| U+A6F0 | ꚡ꛰ | ꚡ꛱ | ꛲ | ꛳ | ꛴ | ꛵ | ꛶ | ꛷ |   |   |   |   |   |   |   |   |